# Peregrine Bertie, III duca di Ancaster e Kesteven
Peregrine Bertie, III duca di Ancaster e Kesteven (Inghilterra, 1714 – Inghilterra, 12 agosto 1778), è stato un nobile e militare britannico.

## Biografia
Indicato con i titoli di Lord Willoughby de Eresby dal 1715 al 1723 e Marchese di Lindsey dal 1735 al 1742, Peregrine era figlio di Peregrine Bertie, II duca di Ancaster e Kesteven.
Alla morte di suo padre nel 1742 gli succedette al ducato e al titolo di Lord gran ciambellano nonché a quello di Lord luogotenente del Lincolnshire, venendo nominato anche membro del Privy Council. Ottenne il rango di maggiore generale il 19 gennaio 1755, tenente generale il 3 febbraio 1759 e generale il 25 maggio 1772.
Morì in Inghilterra il 12 agosto 1778.

## Matrimonio e figli

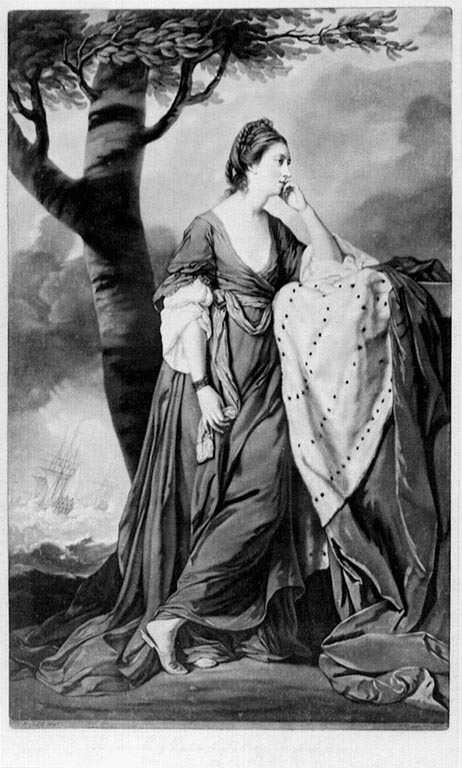
Mary, duchessa di Ancaster e Kesteven, moglie del III duca.

Sposò in prime nozze Elizabeth Blundell (m. 1743) il 22 maggio 1735. Alla morte della prima moglie si risposò con Mary Panton il 27 novembre 1750. La coppia ebbe sei figli:
- Lady Mary Catherine Bertie (14 aprile 1754 – 12 aprile 1767)
- Peregrine Thomas Bertie, marchese di Lindsey (21 maggio 1755 – 12 dicembre 1758)
- un figlio maschio (nato e morto il 14 settembre 1759)
- Robert Bertie, IV duca di Ancaster e Kesteven (1756–1779)
- Priscilla Barbara Elizabeth Bertie, baronessa Willoughby de Eresby (16 febbraio 1761 – 29 dicembre 1828)
- Lady Georgina Charlotte Bertie (7 agosto 1761 – 1838), sposò George Cholmondeley, I marchese di Cholmondeley ed ebbe discendenza.

## Ascendenza
|                                                   |                                |                               | Genitori                          |  |  | Nonni |  |  | Bisnonni                            |  |  | Trisnonni                           |  |
|                                                   |                                |                               |                                   |  |  |       |  |  | Robert Bertie, III conte di Lindsey |  |  | Montagu Bertie, II conte di Lindsey |  |
|                                                   |                                |                               |                                   |  |  |       |  |  | Robert Bertie, III conte di Lindsey |  |  | Montagu Bertie, II conte di Lindsey |  |
|                                                   |                                | Martha Cokayne                |                                   |  |  |       |  |  | Robert Bertie, III conte di Lindsey |  |  |                                     |  |
| Robert Bertie, I duca di Ancaster e Kesteven      |                                |                               |                                   |  |  |       |  |  | Robert Bertie, III conte di Lindsey |  |  |                                     |  |
|                                                   |                                | Elizabeth Wharton             | Philip Wharton, IV barone Wharton |  |  |       |  |  |                                     |  |  |                                     |  |
|                                                   |                                | Elizabeth Wharton             | Philip Wharton, IV barone Wharton |  |  |       |  |  |                                     |  |  |                                     |  |
|                                                   |                                | Elizabeth Wharton             | Elizabeth Wandesford              |  |  |       |  |  |                                     |  |  |                                     |  |
| Peregrine Bertie, II duca di Ancaster e Kesteven  |                                | Elizabeth Wharton             |                                   |  |  |       |  |  |                                     |  |  |                                     |  |
|                                                   |                                | Richard Wynn, IV baronetto    | Owen Wynn, III baronetto          |  |  |       |  |  |                                     |  |  |                                     |  |
|                                                   |                                | Richard Wynn, IV baronetto    | Owen Wynn, III baronetto          |  |  |       |  |  |                                     |  |  |                                     |  |
|                                                   |                                | Richard Wynn, IV baronetto    | Grace Williams                    |  |  |       |  |  |                                     |  |  |                                     |  |
| Mary Wynn                                         |                                | Richard Wynn, IV baronetto    |                                   |  |  |       |  |  |                                     |  |  |                                     |  |
|                                                   |                                | Sarah Myddelton               | Thomas Myddelton                  |  |  |       |  |  |                                     |  |  |                                     |  |
|                                                   |                                | Sarah Myddelton               | Thomas Myddelton                  |  |  |       |  |  |                                     |  |  |                                     |  |
|                                                   |                                | Sarah Myddelton               | Mary Napier                       |  |  |       |  |  |                                     |  |  |                                     |  |
| Peregrine Bertie, III duca di Ancaster e Kesteven |                                | Sarah Myddelton               |                                   |  |  |       |  |  |                                     |  |  |                                     |  |
|                                                   | Richard Brownlow, II baronetto | William Brownlow, I baronetto |                                   |  |  |       |  |  |                                     |  |  |                                     |  |
|                                                   | Richard Brownlow, II baronetto | William Brownlow, I baronetto |                                   |  |  |       |  |  |                                     |  |  |                                     |  |
|                                                   | Richard Brownlow, II baronetto | Elizabeth Duncombe            |                                   |  |  |       |  |  |                                     |  |  |                                     |  |
| John Brownlow, III baronetto                      | Richard Brownlow, II baronetto |                               |                                   |  |  |       |  |  |                                     |  |  |                                     |  |
|                                                   |                                | Elizabeth Freke               | John Freke                        |  |  |       |  |  |                                     |  |  |                                     |  |
|                                                   |                                | Elizabeth Freke               | John Freke                        |  |  |       |  |  |                                     |  |  |                                     |  |
|                                                   |                                | Elizabeth Freke               | Jane Shurley                      |  |  |       |  |  |                                     |  |  |                                     |  |
| Jane Brownlow                                     |                                | Elizabeth Freke               |                                   |  |  |       |  |  |                                     |  |  |                                     |  |
|                                                   |                                | Richard Sherard               | John Sherard                      |  |  |       |  |  |                                     |  |  |                                     |  |
|                                                   |                                | Richard Sherard               | John Sherard                      |  |  |       |  |  |                                     |  |  |                                     |  |
|                                                   |                                | Richard Sherard               | Elizabeth Brownlow                |  |  |       |  |  |                                     |  |  |                                     |  |
| Alice Sherard                                     |                                | Richard Sherard               |                                   |  |  |       |  |  |                                     |  |  |                                     |  |
|                                                   |                                | Margaret Dewe                 | Lumley Dewe                       |  |  |       |  |  |                                     |  |  |                                     |  |
|                                                   |                                | Margaret Dewe                 | Lumley Dewe                       |  |  |       |  |  |                                     |  |  |                                     |  |
|                                                   |                                | Margaret Dewe                 | Mary Wigmore                      |  |  |       |  |  |                                     |  |  |                                     |  |
|                                                   |                                | Margaret Dewe                 |                                   |  |  |       |  |  |                                     |  |  |                                     |  |